# Chelonomorpha japana
Chelonomorpha japana är en fjärilsart som beskrevs av Victor Ivanovitsch Motschulsky 1860. Chelonomorpha japana ingår i släktet Chelonomorpha och familjen nattflyn. Inga underarter finns listade i Catalogue of Life.